# 芥正彦
芥 正彦（あくた まさひこ、1946年1月7日 - ）は、日本の俳優、劇作家、演出家、舞踏家、詩人、音楽プロデューサー。劇団ホモフィクタス主宰者。本名、斎藤正彦。学生時代、東大全共闘随一の論客と呼ばれていた。

## 来歴
東京都に生まれる。埼玉県立浦和高等学校卒業後、1年間の浪人生活を経て1965年に東京大学文科III類に入学。在学中に全学共闘会議（全共闘）のオーガナイザーとして活躍する傍ら、劇団駒場で夏際敏生と共にアングラ演劇運動を指導。在学中、東大美学科4年の女子学生と結婚。
「彗星のように（寺山修司）」、「危険な男（土方巽）」、「砂漠の住人（三島由紀夫）」と言われる。
《パフォーマンスの時代》を築く。
東大在学時代に解放区でヤギを飼って、それを連れて赤坂のクラブなどでショーを披露してお金を稼いでいた。
東大全共闘随一の論客と呼ばれていた。
1967年に藤森黎子とともに劇団駒場を主宰。
同年に劇団駒場で「太平洋戦争なんか知らないよ」作・演出でデビュー。
1968年には劇団駒場「Oh! Yellow Submarine」「誕生パーティー」などを制作。
これら三つの作品を「輝く私生児三部作」とする。
1969年5月より寺山修司と演劇理論誌『地下演劇』を刊行。土方巽や笠井叡、山口昌夫など様々な人物が集まった。
地下演劇No1では「シンポジウム 革命としての演劇『劇と劇的なるもの』」に参加した。
1969年5月13日、東京都目黒区駒場の東京大学教養学部900番教室にて催された三島由紀夫との公開討論会『討論 三島由紀夫vs.東大全共闘―美と共同体と東大闘争』に、木村修、小阪修平と共に、全共闘側の一人として参加。荒れ果てた大学のイメージを払拭するために、解放区だからこそできる独自の授業をやろうと当時の知識人をリストアップしており、その中の1人が三島であった。のちのインタビューで芥は元々行くはずではなかったが、あの時壇上にいた何人かに「芥お前がいないと負けちゃうから来てくれ！」と電話がかかってきて参加したと語っている。その後大学を除籍になる。
当時のことに関して2009年のインタビューで三島との友愛や後半の芥の退場の理由、解放区や革命についてなどが語られている。
三島もまた討論終了後も芥の三島評を雑誌で読んでいたという話がある。
1969年7月に劇団駒場「空間都市-第五砂漠のホモルーデンス」を制作。
1970年2月　地下演劇No2にて「劇団駒場」を発表。「シンポジウム：演出と戦略」にも参加している。
1970年3月ごろには「地下演劇」No4に収録する予定の鼎談を行った。メンバーは芥正彦、土方巽、山口昌夫、竹永茂生の四人であった（基本的には芥と土方の対談で進行していた）が、鼎談終了後土方はこの原稿を破り捨てたという。結局この鼎談が収録されることはなかった。最終的には芥が1974年頃にNo4の編集者である小林康夫から当時の原稿を受け取り橋爪大三郎が浄書したものを自身のホームページに公開した。
1970年11月より、天井桟敷に先駆けて街頭演劇を開始。
また11月25日の三島由紀夫割腹自殺当日、芥はアトリエ屋上でベルリーニ『ノルマ』の稽古中だった。下に降りた際テレビの画面が付けっぱなしになっており、三島の自殺が報道されていた。後のインタビューで芥はこの場面に遭遇した際「ついにやっちゃったな」と思ったと回想している。
1970年12月　地下演劇No3にて演劇理論「形態都市」を発表。「シンポジウムとしてのテーブル演劇：停滞国家　芸術の復権」にも参加している。
1971年11月　地下演劇No4にて「ホモフィクタス宣言20世紀 首都ホモルーデンス法案」を発表。「対談：cafe terrace play」に参加。
1972年8月　地下演劇No5にて「ホモフィクタス宣言」発表。
1973年3月、阿部薫 (サックス奏者)の『彗星パルティータ』をプロデュース。
1973年8月　地下演劇No6にて「CAPITAL-STREET オペラ ADAM & YEV」公開。
1978年、中島葵と共にホモ・フィクタス ACT & AOI 劇団を結成し、精力的に活動。女優中島葵の内縁の夫であった。同年にホモ・フィクタスACT&AOI劇団結成後初作品『20C悲劇・天皇祐仁』で300人劇場に於ける今作の上演を巡り、現代演劇協会と裁判開始。 のちに俳優座劇場にて上演。野田秀樹らが出演するも、右翼による妨害を受けて大騒動に。
1985年に現代演劇協会との裁判勝訴（東京地裁）。
1999年に江戸糸あやつり人形結城座公演『アンチェイン・マイ・ハート』を発表。社会学者の宮台真司はこの作品を見た際あまりの衝撃にでトランス状態に陥ったと語っている。
2006年『演出家の仕事』に「アポカリプスの喇叭」と題した演劇論を発表。
2007年に『ATTITUDE 2007 人間の家』（熊本市現代美術館）にインタヴューならびにパフォーマンスで参加。
2009年には美学校主催『奇妙な物質のささやき』に出演し『喉と肛門』を朗唱。芥が自らの母或いは父とまで語るアントナン・アルトーへのオマージュとなっている。
その後も人形劇など様々な活動を行う。
2022年頃からRadio JAGに不定期で登場。
早稲田大学　人物研究会主催講演会で2022年11月05日に宮台真司と共に「芥正彦氏×宮台真司氏 実りなき社会で見る夢は芸術か、テロか」に登場。独自の芸術論や安倍晋三銃撃事件について語った。
自身の作品についてはホームページやYouTubeなどで公開している。

## 作品

### 演劇
- F.G.ロルカ作『血の婚礼』(1965年5月　劇団駒場　初出演)
- 輝く私生児3部作
  - 『太平洋戦争なんて知らないよ』（1967年　劇団駒場）
  - 『僕のモナリザまぬけ大通り』（1968年　劇団駒場）
  - 『OH! Yellow Submarine』（1968年　劇団駒場）
- 『空間都市──第5砂漠のホモ・ルーデンス』（1969年7月　劇団駒場）
- 『産業革命の歌』（1969年10月　劇団駒場）
- 天井桟敷『事物の朝のファシズム』（1969年11月）
- 『KYRIE』（1969年12月　劇団駒場）
- 『街路屠殺祭“形態都市”』連続公演（1970年　劇団駒場） 1) - 『1DK〈キャビン〉家庭劇』（3月）  2) - 『2DK〈街路エレヴェーター〉訪問劇』（4月）  3) - 『3DK〈キャプテン待合室〉隔離劇』（5月）
- 街頭オペラ『大統領の結婚式──エロス屠殺の場』連続公演（1970年　劇団駒場）
- ホモ・フィクタスACT&AOI劇団結成初作品  『20C悲劇・天皇祐仁』（1978年6月）
- 『X-DAY』（1979年）
- 『星からの悪い知らせ』（1983年3月）
- 『浄められた夜』（1984年7月）
- 『展覧会の絵──ジャクソン・ポロック』（1984年11月　）
- 『血の婚礼』（F.G.ロルカ）朗唱（1985年5月）
- 『イエルマ』（F.G.ロルカ）朗唱（1986年11月）
- 土方巽追悼公演（銀座セゾン劇場）シナリオ構成ならびに『ロマノフの海』演出・出演（1987年）
- 『リボン・惑星・涙の木』（1989年10月）
- 『MANO A MANO』（A.アルトー他）朗唱　（1994年）
- 舞踏オペラ「青い鳥」バージョン「惜しみなく愛は奪ふ」（1998年）
- 江戸糸あやつり人形結城座公演『アンチェイン・マイ・ハート』（1999年）
- 『マルドロールの歌』（芥正彦×阿部薫）朗唱（2007年）
- 『ATTITUDE 2007 人間の家』（2007年）
- 『ヴァン・ゴッホ、マルドロール、そして言霊の魂へ』朗唱（2007年）
- 芥正彦 with Black Opera 灰野敬二（2007年）
- 喉と肛門　朗唱（2009年）
- 「アルトー ルモモ , 此処に眠る」 喉と肛門 II（2011年）
- Festival "外"　芥正彦×室伏鴻 『アルトー二人』（2013年）
- 『アルトー24時』（2013年）
- 舞踏オペラ「HEL・GBAL」（2013年）
- 『アルトー24時 再び』（2014年）
- 『呼び醒まし』ー逝く人へー（2017年）
- NOISE OPERA『カスパー』（2018年）
- ホモフィクタス メタドラマ計画 3rd　NOISE OPERA II DEATH of OYDEPOS 『灰と、灰の灰』Ashes & Ash Ashes  —特別養護老人ホーム”アニメデスの園”の物語—（2019年）
- 60年代からの手紙シリーズ・ホモフィクタスメタドラマ計画 Ⅳ 『呼び醒し２』 墓場の草を喰らふ── 室伏鴻へのオマージュ二夜　（2021年）

### 書籍
雑誌
- 【地下演劇 no.1、1969年5月1日】
- 【地下演劇 no.2、1970年2月1日】
- 【地下演劇 no.3、1970年12月1日】
- 【地下演劇 no.4、1971年11月11日】
- 【地下演劇 no.5、1972年8月15日】
- 【地下演劇 no.6、1973年8月1日】
- 三島由紀夫論（新宿プレイマップ 1970年10月号）
- 対談『THE BEATLES』芥正彦 vs 音楽評論家A氏（新宿プレイマップ 1971年8月号）
- メソッドとしての肉体──身体・炉・劇場 「中有」記1970─2000（国文学 没後30年三島由紀夫特集 2000年9月号）
- 有島武郎、みだらな機械──中島葵にささぐ（国文学 いまなぜ有島武郎か 2003年6月号）
- 芥正彦・街頭演劇写真　写真：井出情児（美術手帳1970年12月号）
- 芥正彦 -実録戯画- 秋の日に人質となりたる若きキリストの啓示　（足立正生との共著）（美術手帳1970年12月号）

共著
- 『白夜討論』収録（対談：『組織論』金と女と機関銃） 寺山修司著（講談社 / 1970年10月8日）（1996年）
- 三島由紀夫vs東大全共闘―1969ー2000 （2000年9月1日　藤原書店）　後に角川文庫

寄稿
- 『他者なき思想―ハイデガー問題と日本』（浅利誠、荻野文隆編著、藤原書店）に寄稿
- アポカリプスの喇叭（『演出家の仕事』2006年2月15日）

編著
- 編著『女優 中島葵』（アルファ・エージェンシー）　（1992年）
- 編著『中島葵 全作集 I, II』（兼六館出版）　（1993年)

書籍化されていない
【地下演劇誌No4に予定していたシンポジウム】　鼎談　芥正彦（演劇）＋土方巽（舞踏）＋山口昌夫（人類学）　竹永茂生（1970年3月頃）

## 出演作品
映画
- もっともあぶない刑事（1989年、村川透監督） - 本多政義 役
- コンセント（2002年、中原俊監督） - 国貞 役
- 三島由紀夫vs東大全共闘〜50年目の真実〜（2020年、豊島圭介監督）

TV番組
- ルポルタージュにっぽん「ボブ・ディランがやって来た」（1978年）
- こだわりＴＶ「阿部薫とその時代」（1991年）

ドラマ
- 華麗なる追跡 THE CHASER （1989年、日本テレビ系） - リー・シャルク 役
- 世にも奇妙な物語　『海亀のスープ』（1991年、フジテレビ系）
- 怪談 KWAIDAN　『耳なし芳一』（1992年、フジテレビ系）